# Federação de Futebol do Piauí
A Federação de Futebol do Piauí (FFP) é a entidade que controla o esporte no estado do Piauí e representa os clubes piauienses na Confederação Brasileira de Futebol (CBF).

## História
O futebol chegou ao Piauí em 1905, com o primeiro clube formal da cidade, o Theresinense Foot-Ball Club, fundado no ano seguinte. Com crescente popularidade, foram formadas a Liga Sportiva Parnahybana (1917) e Liga Piauíhyense (1922). A Liga Parnahybana era a única filiada formalmente a Confederação Brasileira de Desportos e tentou, sem sucesso, impedir a criação de novas entidades.
Com a promulgação do Decreto Federal 3199 de 14 de abril de 1941, que determinava que os desportos deveriam ter sede única nas capitais, as ligas existentes no Piauí foram convidadas a se unir em uma única entidade, fundada com o nome de Federação Piauiense de Futebol em 25 de novembro de 1941. Por esse fato, substituiu as antigas Ligas das cidades de Teresina e Parnaíba, principalmente esta última que era a filiada oficial da antiga Confederação Brasileira de Desportos (CBD). Apesar de sua fundação, os estatutos da federação só foram apresentados para a CBD em abril de 1942.
Os clubes fundadores da Federação, inicialmente, foram: Artístico, Automóvel, Flamengo, Botafogo e Terríveis.
Inicialmente os demais clubes do estado não se juntaram ao novo órgão, de forma que o Campeonato Piauiense de 1943 se viu esvaziado (o Flamengo pediu para não disputar o campeonato daquele ano) e com baixa presença de público.
"...É lamentável que o primeiro esporte do nosso Brasil, que nas outras capitais arrebata grande e avultado número de assistentes com um verdeiro entusiasmo, se veja na nossa capital assistido a por tão reduzida quantidade de espectadores, quando é um espetáculo que empolga e que fascina...e que nossa população saiba corresponder aos esforços da Federação Piauiense de Futebol...Aguardam-se um assistência crescida e uma torcida "feroz", para maior brilho e incentivo do futebol em nossa terra.— Trecho da Gazeta (PI), de 24 de junho de 1943
A fundação da Federação não fez com que o futebol local se profissionalizasse inicialmente. Em 1960, durante a eleição para a presidência da Federação, a chapa derrotada fundou uma segunda federação de futebol no estado, provocando a intervenção da CBD no futebol do Piauí. Em 1961, sob intervenção, a Federação alterou seu nome para Federação de Desportos do Piauí e determinou que todos os clubes filiados adotassem a profissionalização. No ano seguinte ocorre a primeira participação de um clube do Piauí em uma competição nacional, quando o River Atlético Clube disputou a Taça Brasil de Futebol.
Com a intervenção, a CBD destituiu o presidente da federação Raimundo Nei Bauman (que estava no cargo havia dezenove anos consecutivos) e colocou com interventor o deputado estadual Alfredo Alberto Leal Nunes. Após a primeira participação de um clube do Piauí na Taça Brasil no ano anterior (River), em 1963 a Federação alterou seu nome para Federação de Desportos do Piauí e determinou que todos os clubes filiados adotassem a profissionalização.
O presidente Nunes acabou se tornando secretário da comissão de reforma da CBD ainda naquele ano. Posteriormente apoiou  a reeleição de João Havelange e foi eleito um dos vice-presidentes da entidade.  
A adoção da profissionalização fez com que alguns clubes desaparecessem ou abandonassem a federação, forçando a organização de uma segunda divisão de clubes disputada com maior regularidade. Enquanto que em 1965 havia sete clubes disputando o campeonato local (River, Flamengo, Piauí, Auto Esporte, Comercial, Caiçara e Ferroviário)  , no ano seguinte a campeonato contava com seis clubes: River, Flamengo, Botafogo, Ferroviário e Auto Esporte. Outros clubes como o Artístico, Fluminense e Terríveis se licenciaram ou não se profissionalizam.  
Outro problema era a falta de estádios, com a capital possuindo o único estádio de todo o Piauí (o Lindolfo Monteiro), sendo os demais campos abertos sem arquibancadas e vestiários.

### Lista de ex-presidentes

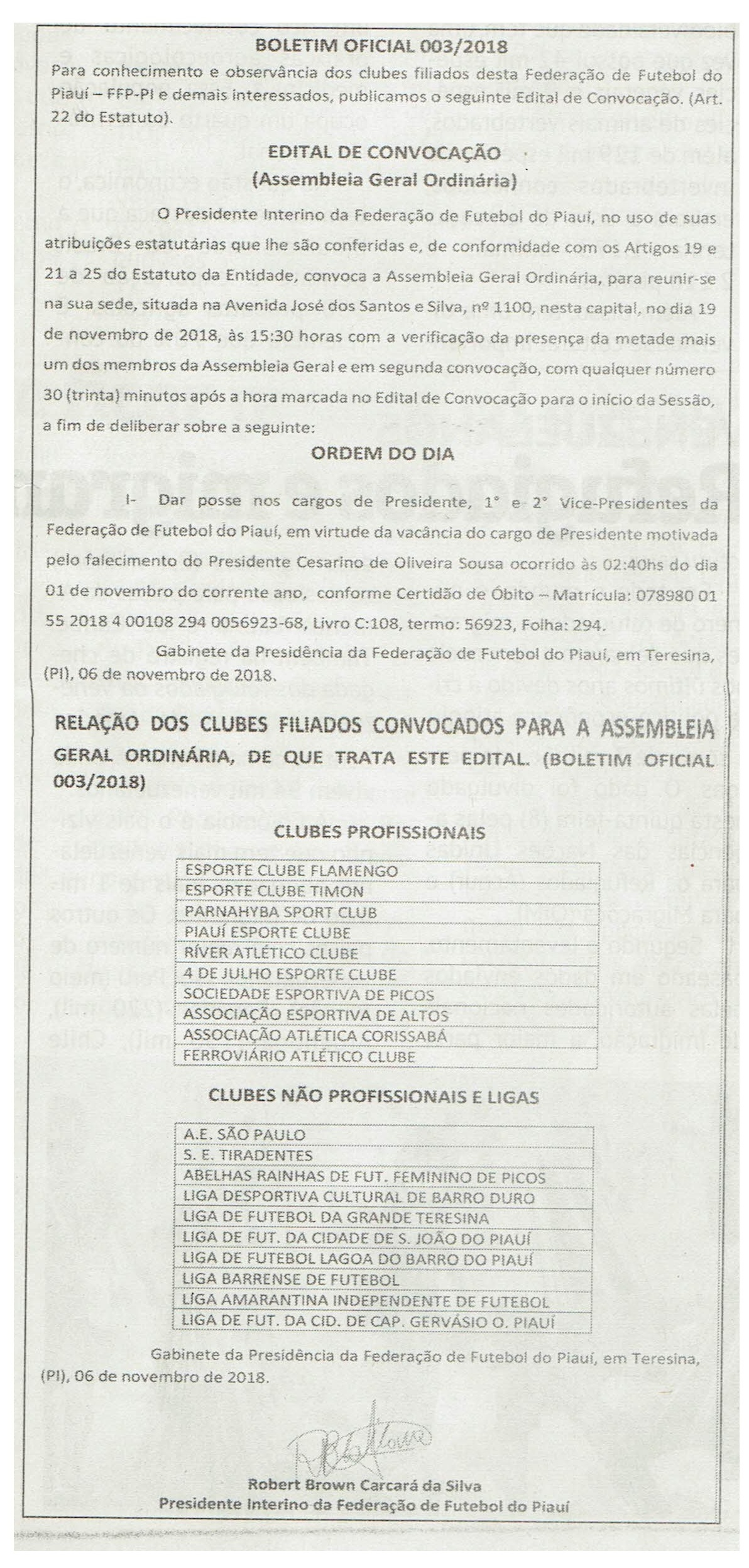
Edital de 6 de novembro de 2018, com a assinatura do então presidente

De 1941 à atualidade, a entidade foi presidida por:
- Raimundo Nei Bauman, 1941 a 1960. Também foi prefeito de Campo Maior.[17]
- Alfredo Alberto Leal Nunes, 1960 a 1966 e de 1985 a 1988
- Antonio Teixeira Santos,  1966 a 1967
- Renato de Sousa Lopes, 1968 a 1976; 1978; 1989 a 1990
- Francisco das Chagas  Machado Queiroz, 1977
- Jofre do Rego Castelo Branco, 1979 a 1984
- Zeneto Ribeiro de Sousa, 1984
- Fernando Fortes Said, 1991 a 1992
- Luis Joaquim Lula Ferreira, 1993 a 2010
- Cesarino de Oliveira Sousa, 04/11/2011 até 1 de novembro de 2018 quando faleceu.[18][19]
- Robert Brown Carcará da Silva, interino após o falecimento de Cesarino Oliveira.[20]

## Competições
A Federação de Futebol do Piauí é a responsável por organizar a principal competição futebolística do estado, o Campeonato Piauiense, que oferece ao campeão e ao vice-campeão o direito de representar o estado nas competições nacionais.[carece de fontes?] A entidade também organiza periodicamente a segunda divisão piauiense, a Copa Piauí e o Campeonato Piauiense Feminino.